# Файнс, Рэйф
Рэйф Натаниел Туислтон-Уайкхем-Файнс (англ. Ralph Nathaniel Twisleton-Wykeham-Fiennes, МФА [ˈreɪf ˈfaɪnz], MWCD /RĀF FĪNZ/, 22 декабря 1962, Ипсуич, Суффолк, Великобритания) — английский актёр театра, кино, телевидения и озвучивания,  кинорежиссёр, кинопродюсер и посол доброй воли ЮНИСЕФ. Лауреат премий Гильдии киноактёров США, BAFTA и «Тони», трёхкратный номинант на премию «Оскар», семикратный номинант на премию «Золотой глобус», номинант на премию «Эмми». Наиболее известен по ролям гауптштурмфюрера СС Амона Гёта в историческом эпике Стивена Спилберга «Список Шиндлера», графа Ласло Альмаши в романтической драме «Английский пациент», лорда Волан-де-Морта в серии фильмов о Гарри Поттере и Хитклиффа в экранизации романа «Грозовой перевал», а также по фильмам «Красный дракон», «Залечь на дно в Брюгге», «Чтец», «007: Координаты «Скайфолл»», «007: Спектр», «Отель „Гранд Будапешт“» и «Конклав».

## Биография
Рэйф — первенец в семье. Его мать Дженнифер Лэш — писательница, отец Марк Файнс — фотограф (его же отцом был промышленник Морис Файнс). Его семья ведёт своё происхождение от норманнов. С 1973 года она жила в Ирландии. Из его пяти братьев и сестёр практически все имеют отношение к кино: брат Джозеф исполнил роль Шекспира в оскароносной мелодраме «Влюблённый Шекспир» (1998); другой брат, Магнус — композитор; сёстры Софи и Марта — кинорежиссёры (в фильме Марты «Онегин» Рэйф сыграл главную роль); а третий его брат, Джейкоб, занимается защитой окружающей среды. Кроме того, актёр Хиро Файнс-Тиффин (играл в «Гарри Поттере и Принце-полукровке» и прославился ролью Хардина Скотта в популярной мелодраматической франшизе «После») приходится ему племянником. Путешественник Ранульф, 3-й баронет Твислтон-Вайкхем-Файнс, приходятся Рэйфу и его братьям и сёстрам четвероюродным дядей, а писатель Уильям Файнс — пятиюродным братом. В 8-м колене[уточнить] они родственники с членами британской королевской семьи.
Обучался актёрскому мастерству в Королевской академии драматического искусства. Начинал свою карьеру в Открытом театре Риджентс-парка, с конца 1980-х годов играл в Королевском национальном театре. В 1988 году перешёл в труппу Королевского Шекспировского театра. Лауреат американской театральной премии «Тони». Номинировался на «Оскар» за роли в фильмах «Список Шиндлера» (1993) и «Английский пациент» (1996). В 1999 году сыграл Евгения Онегина в одноимённом британском фильме.
В 1997 году Рэйф Файнс исполнил роль Иванова в одноимённой пьесе А. П. Чехова в постановке лондонского театра Алмейда. Файнс необыкновенно убедительно сыграл сломленного и близкого к помешательству человека . В том же году на гастролях в России он сыграл Иванова на исторической сцене «Малого театра» в Москве.
В 2005 году Файнс снялся в фильме Фернанду Мейреллиш «Преданный садовник» вместе с Рейчел Вайс. Действие фильма происходит в Кении. Он получил признание критиков и номинацию на премию Британской киноакадемии в категории «Лучший актёр». Ситуация повлияла на актёров и съемочную группу до такой степени, что они создали Фонд преданного садовника, чтобы обеспечить базовое образование для детей из этих деревень. Файнс является покровителем благотворительных организаций, в том числе Фестиваля школ Шекспира, который позволяет школьникам по всей Великобритании исполнять Шекспира в профессиональных театрах. В том же году Файнс озвучил лорда Виктора Квотермейна в анимационной комедии «Уоллес и Громит: Проклятие кролика-оборотня».
Файнс получил всемирную известность благодаря роли Волан-де-Морта, антагониста во франшизе о Гарри Поттере. Его первое появление состоялось в 2005 году в фантастическом фильме «Гарри Поттер и Кубок огня». Он вернулся к роли в трёх других фильмах серии: «Гарри Поттер и Орден Феникса», а также «Гарри Поттер и Дары Смерти. Часть 1» и «Гарри Поттер и Дары Смерти. Часть 2». В интервью журналу Empire Файнс сказал, что его изображение Волан-де-Морта было инстинктивным и интуитивным.
В 2006 году он вернулся на сцену в «Целителе веры» вместе с Ианом Макдермидом. В 2008 году он сыграл герцога Девонширского в фильме «Герцогиня», а также главного героя в «Чтеце», адаптированном по одноименному роману. В том же году он появился в чёрном комедийном криминальном триллере Мартина Макдонаха «Залечь на дно в Брюгге» с Колином Фарреллом и Бренданом Глисоном в главных ролях. В феврале 2009 года Файнс был специальным гостем Белградского кинофестиваля FEST. Он снял свою версию шекспировского «Кориолана» в Белграде. Файнс воссоединился с Кэтрин Бигелоу в фильме о войне в Ираке «Повелитель бури», выпущенном в 2009 году. Ранее они работали вместе в «Странных днях».
В 2011 году стал председателем жюри V Международного кинофестиваля им. А. Тарковского «Зеркало» в Иванове.
В 2014 году исполнил роль всюду поспевающего портье крупной гостиницы в комедии Уэса Андерсона «Отель „Гранд Будапешт“». Эта актёрская работа Файнса была отмечена высокими оценками мировой кинопрессы и множеством наград, в том числе номинациями на премии BAFTA и «Золотой глобус».
В 2020 году Файнс озвучил тигра в семейном приключенческом фантастическом фильме «Удивительное путешествие доктора Дулиттла». В том же году он появился в пьесе Дэвида Хэйра «Победи дьявола» в театре Бридж в Лондоне, а затем в киноверсии пьесы 2021 года. Также в 2021 году он снялся в британском драматическом фильме «Раскопки». Эта кинокартина получила положительные отзывы критиков, которые высоко оценили его роль в ней. Позже, в 2021 году, Файнс также сыграл в картинах «King’s Man: Начало» и «Не время умирать».
В 2024 году исполнил роль кардинала Лоуренса в фильме «Конклав», за которую номинировался на премию «Оскар» (в третий раз), однако не одержал победы.

## Общественная деятельность
Файнс является послом ЮНИСЕФ в Великобритании и работал в Индии, Кыргызстане, Уганде и Румынии. Он также является членом канадской благотворительной организации «Артисты против расизма».
В 2022 году предоставил лот для благотворительного аукциона в помощь гражданам, преследуемым по статьям Уголовного кодекса России о дискредитации действий российской армии и распространении фейков о ней.

## Личная жизнь
Рэйф Файнс познакомился с английской актрисой Алекс Кингстон, когда они оба были студентами Королевской академии драматического искусства. После десяти лет знакомства они поженились в 1993 году и развелись в 1997 году после его романа с Франческой Аннис, которая была на 18 лет старше его. Аннис и Файнс объявили о своем расставании 7 февраля 2006 года, после 11 лет совместной жизни, из-за романа актёра с румынской певицей Корнелией Крисан.
7 сентября 2017 года Файнсу было предоставлено сербское гражданство из-за его работы в стране. Решение об этом было подписано премьер-министром Сербии Аной Брнабич.
Файнс немного говорит по-русски, что позволило ему сыграть Александра Пушкина в фильме «Нуреев. Белый ворон».
В 2007 году Файнс был замешан в скандале после секса со стюардессой авиакомпании «Qantas» на рейсе из Сиднея в Бомбей. После первоначальных опровержений было установлено, что они занимались сексом в туалете самолёта. Стюардесса была уволена из «Qantas».

## Фильмография

### Роли в кино
| Год  | Название на русском                         | Оригинальное название                          | Роль                                     | Примечания             |
| ---- | ------------------------------------------- | ---------------------------------------------- | ---------------------------------------- | ---------------------- |
| 1992 | Грозовой перевал                            | Emily Brontë’s Wuthering Heights               | Хитклифф                                 |                        |
| 1993 | Дитя Макона                                 | The Baby Of Macon                              | сын епископа                             |                        |
| 1993 | Список Шиндлера                             | Schindler’s List                               | Амон Гёт                                 |                        |
| 1994 | Телевикторина                               | Quiz Show                                      | Чарльз Ван Дорен                         |                        |
| 1995 | Странные дни                                | Strange Days                                   | Ленни Неро                               |                        |
| 1996 | Английский пациент                          | The English Patient                            | граф Ласло Альмаши                       |                        |
| 1997 | Оскар и Люсинда                             | Oscar and Lucinda                              | Оскар Хопкинс                            |                        |
| 1998 | Мстители                                    | The Avengers                                   | Джон Стид                                |                        |
| 1998 | Принц Египта                                | The Prince of Egypt                            | Рамсес II                                | мультфильм; озвучка    |
| 1999 | Вкус солнечного света                       | Sunshine                                       | Игнац Зонненшайн / Адам Шорш / Иван Шорш |                        |
| 1999 | Онегин                                      | Onegin                                         | Евгений Онегин                           |                        |
| 1999 | Конец романа                                | The End of the Affair                          | Морис Бендрикс                           |                        |
| 2000 | Чудотворец                                  | The Miracle Maker                              | Иисус Христос                            | мультфильм; озвучка    |
| 2002 | Паук                                        | Spider                                         | Деннис «Паук» Клег                       |                        |
| 2002 | Хороший вор                                 | The Good Thief                                 | Тони Эйнджел                             | не указан в титрах     |
| 2002 | Красный дракон                              | Red Dragon                                     | Фрэнсис Долархайд                        |                        |
| 2002 | Госпожа горничная                           | Maid in Manhattan                              | Кристофер Маршалл                        |                        |
| 2005 | Чамскраббер                                 | The Chumscrubber                               | мэр Майкл Эббс                           |                        |
| 2005 | Хромофобия                                  | Chromophobia                                   | Стивен Таллок                            |                        |
| 2005 | Преданный садовник                          | Constant Gardener                              | Джастин Куэйл                            |                        |
| 2005 | Уоллес и Громит: Проклятие кролика-оборотня | Wallace & Gromit: The Curse of the Were-Rabbit | Виктор Куотермейн                        | мультфильм; озвучка    |
| 2005 | Белая графиня                               | The White Countess                             | Тодд Джексон                             |                        |
| 2005 | Гарри Поттер и Кубок огня                   | Harry Potter and the Goblet of Fire            | лорд Волан-де-Морт                       |                        |
| 2006 | Страна слепых                               | Land of the Blind                              | Джо                                      |                        |
| 2006 | Бернард и Дорис                             | Bernard and Doris                              | Бернард Лафферти                         |                        |
| 2007 | Гарри Поттер и Орден Феникса                | Harry Potter and the Order of the Phoenix      | лорд Волан-де-Морт                       |                        |
| 2008 | Залечь на дно в Брюгге                      | In Bruges                                      | Гарри Уотерс                             |                        |
| 2008 | Герцогиня                                   | The Duchess                                    | Уильям Кавендиш                          |                        |
| 2008 | Повелитель бури                             | The Hurt Locker                                | руководитель группы наёмников            |                        |
| 2008 | Чтец                                        | The Reader                                     | взрослый Михаэль Берг                    |                        |
| 2008 | Другой мужчина                              | The Other Man                                  |                                          |                        |
| 2010 | Самая дикая мечта                           | The Wildest Dream                              | Джордж Мэллори                           | документальный фильм   |
| 2010 | Моя ужасная няня 2                          | Nanny McPhee and the Big Bang                  | лорд Грей                                |                        |
| 2010 | Битва титанов                               | Clash of the Titans                            | Аид                                      |                        |
| 2010 | Городок Семетри                             | Cemetery Junction                              | мистер Кендрик                           |                        |
| 2010 | Гарри Поттер и Дары Смерти. Часть 1         | Harry Potter and the Deathly Hallows: Part I   | лорд Волан-де-Морт                       |                        |
| 2011 | Кориолан                                    | Coriolanus                                     | Кориолан                                 |                        |
| 2011 | Гарри Поттер и Дары Смерти. Часть 2         | Harry Potter and the Deathly Hallows: Part II  | лорд Волан-де-Морт                       |                        |
| 2012 | Гнев титанов                                | Wrath of the Titans                            | Аид                                      |                        |
| 2012 | Большие надежды                             | Great Expectations                             | Мэгвич                                   |                        |
| 2012 | 007: Координаты «Скайфолл»                  | Skyfall                                        | Гарет Мэллори / новый M                  |                        |
| 2013 | Невидимая женщина                           | The Invisible Woman                            | Чарльз Диккенс                           |                        |
| 2014 | Отель «Гранд Будапешт»                      | The Grand Budapest Hotel                       | месье Густав                             |                        |
| 2014 | Две женщины                                 | Две женщины                                    | Михаил Ракитин                           |                        |
| 2015 | Человек и Сверхчеловек                      | National Theatre Live: Man and Superman        | Джон Таннер / Дон Жуан                   |                        |
| 2015 | Большой всплеск                             | A Bigger Splash                                | Гарри Хоукс                              |                        |
| 2015 | 007: Спектр                                 | Spectre                                        | Гарет Мэллори / M                        |                        |
| 2016 | Да здравствует Цезарь!                      | Hail, Caesar!                                  | Лоренс Лоренц                            |                        |
| 2016 | —                                           | The Works                                      | Жак                                      | короткометражный фильм |
| 2016 | Ричард III                                  | Richard III                                    | Ричард III                               |                        |
| 2016 | Кубо. Легенда о самурае                     | Kubo and the Two Strings                       | Райден / Лунный король                   | мультфильм; озвучка    |
| 2017 | Лего Фильм: Бэтмен                          | The Lego Batman Movie                          | Альфред Пенниуорт                        | мультфильм; озвучка    |
| 2017 | Морская печаль                              | Sea Sorrow                                     | Просперо                                 | документальный фильм   |
| 2018 | Нуреев. Белый ворон                         | The White Crow                                 | Пушкин                                   |                        |
| 2018 | NTL: Антоний и Клеопатра                    | Antony & Cleopatra                             | Антоний                                  |                        |
| 2018 | Холмс & Ватсон                              | Holmes & Watson                                | профессор Мориарти                       |                        |
| 2019 | Опасные секреты                             | Official Secrets                               | Бен Эммерсон                             |                        |
| 2019 | Лего. Фильм 2                               | The Lego Movie 2: The Second Part              | Альфред Пенниуорт                        | мультфильм; озвучка    |
| 2019 | —                                           | Coup 53                                        | Норман Дарбишир                          | документальный фильм   |
| 2020 | Удивительное путешествие доктора Дулиттла   | Dolittle                                       | тигр Барри                               | озвучка                |
| 2021 | Раскопки                                    | The Dig                                        | Бэзил Браун                              |                        |
| 2021 | Прощённый                                   | The Forgiven                                   | Дэвид Хеннингер                          |                        |
| 2021 | Не время умирать                            | No Time To Die                                 | Гарет Мэллори / М                        |                        |
| 2021 | King’s Man: Начало                          | The King’s Man                                 | герцог Оксфордский                       |                        |
| 2022 | Меню                                        | The Menu                                       | шеф-повар Словик                         |                        |
| 2024 | Конклав                                     | Conclave                                       | кардинал Томас Лоуренс                   |                        |
| 2024 | Возвращение Одиссея                         | The Return                                     | Одиссей                                  |                        |
| 2025 | 28 лет спустя                               | 28 Years Later                                 | доктор Келсон                            |                        |
| 2025 | Хоровое пение                               | The Choral                                     | доктор Гатри                             |                        |

### Роли на телевидении
| Год       | Название на русском                   | Оригинальное название                             | Роль                 | Примечания                               |
| --------- | ------------------------------------- | ------------------------------------------------- | -------------------- | ---------------------------------------- |
| 1991      | Главный подозреваемый                 | Prime Suspect                                     | Майкл                | телесериал; 2 эпизода                    |
| 1992      | Опасный человек: Лоуренс после Аравии | A Dangerous Man: Lawrence After Arabia            | Томас Эдвард Лоуренс | телефильм                                |
| 1993      | Второй экран                          | Screen Two                                        | Джон Толбот          | эпизод: The Cormorant                    |
| 1996      | Последние из царей                    | Discovery: Last of the Czars                      | Николай II           | документальный мини-сериал; озвучка      |
| 1996      | BBC Первая мировая война 1914—1918    | The Great War and the Shaping of the 20th Century | Уилфред Оуэн         | документальный мини-сериал; озвучка      |
| 2000      | Как Пруст может изменить твою жизнь   | How Proust Can Change Your Life                   | Марсель Пруст        | телефильм                                |
| 2003      | Дети свободы                          | Liberty’s Kids: Est. 1776                         | Чарльз Корнуоллис    | мультсериал; эпизод: Yorktown; озвучка   |
| 2003      | —                                     | Freedom: A History of US                          | разные персонажи     | документальный телесериал; основная роль |
| 2004      | —                                     | Ten Days to D-Day                                 | рассказчик           | документальный фильм                     |
| 2011      | Страница 8                            | Page Eight                                        | Алек Бисли           | телефильм                                |
| 2011—2014 | Преподобный                           | Rev.                                              | епископ Лондона      | телесериал; 2 эпизода                    |
| 2013      | —                                     | National Theatre Live: 50 Years on Stage          | Ламберт Ла Руж       | телефильм                                |
| 2014      | Теркс и Кайкос                        | Turks & Caicos                                    | Алек Бисли           | телефильм                                |
| 2014      | Солёное поле боя                      | Salting the Battlefield                           | Алек Бисли           | телефильм                                |
| 2021      | Побороть дьявола                      | Beat the Devil                                    | Дэвид Хэр            | телефильм                                |
| 2022      | Возвращение в Хогвартс                | Harry Potter 20th Anniversary: Return to Hogwarts | в роли самого себя   | документальный фильм                     |

### Озвучивание компьютерных игр
| Год  | Название                                  | Роль               | Примечания |
| ---- | ----------------------------------------- | ------------------ | ---------- |
| 2005 | Harry Potter and the Goblet of Fire       | лорд Волан-де-Морт |            |
| 2007 | Harry Potter and the Order of the Phoenix | лорд Волан-де-Морт |            |
| 2015 | James Bond: World of Espionage            | Гарет Мэллори / M  |            |

### Режиссёр
- 2011 — Кориолан / Coriolanus
- 2013 — Невидимая женщина / The Invisible Woman
- 2018 — Нуреев. Белый ворон / The White Crow

### Продюсер
- 2011 — Кориолан / Coriolanus
- 2018 — Нуреев. Белый ворон / The White Crow

## Награды и номинации
- Орден Звезды Карагеоргия III степени (2022, Сербия)[27].
- Верю. Константин Станиславский (2019, Россия).
- Премия «Фигаро» в международной номинации «За блистательное воплощение образов русской классической литературы» (2022, Россия)[28].

| Награда                         | Год  | Категория                                                    | Название работы                     | Результат |
| ------------------------------- | ---- | ------------------------------------------------------------ | ----------------------------------- | --------- |
| Оскар                           | 1994 | Лучшая мужская роль второго плана                            | Список Шиндлера                     | Номинация |
| Оскар                           | 1997 | Лучшая мужская роль                                          | Английский пациент                  | Номинация |
| Оскар                           | 2025 | Лучшая мужская роль                                          | Конклав                             | Номинация |
| Золотой глобус                  | 1994 | Лучшая мужская роль второго плана в кинофильме               | Список Шиндлера                     | Номинация |
| Золотой глобус                  | 1997 | Лучшая мужская роль в драматическом фильме                   | Английский пациент                  | Номинация |
| Золотой глобус                  | 2009 | Лучшая мужская роль в мини-сериале или телефильме            | Бернард и Дорис                     | Номинация |
| Золотой глобус                  | 2009 | Лучшая мужская роль второго плана в кинофильме               | Герцогиня                           | Номинация |
| Золотой глобус                  | 2015 | Лучшая мужская роль в комедийном фильме или мюзикле          | Отель «Гранд Будапешт»              | Номинация |
| Золотой глобус                  | 2023 | Лучшая мужская роль в комедийном фильме или мюзикле          | Меню                                | Номинация |
| Золотой глобус                  | 2025 | Лучшая мужская роль в драматическом фильме                   | Конклав                             | Номинация |
| Прайм-таймовая премия «Эмми»    | 2008 | Лучшая мужская роль в мини-сериале или телефильме            | Бернард и Дорис                     | Номинация |
| BAFTA                           | 1994 | Лучшая мужская роль второго плана                            | Список Шиндлера                     | Победа    |
| BAFTA                           | 1997 | Лучшая мужская роль                                          | Английский пациент                  | Номинация |
| BAFTA                           | 2000 | Лучшая мужская роль                                          | Конец романа                        | Номинация |
| BAFTA                           | 2006 | Лучшая мужская роль                                          | Преданный садовник                  | Номинация |
| BAFTA                           | 2012 | Лучший дебют британского сценариста, режиссёра или продюсера | Кориолан                            | Номинация |
| BAFTA                           | 2015 | Лучшая мужская роль                                          | Отель «Гранд Будапешт»              | Номинация |
| BAFTA                           | 2025 | Лучшая мужская роль                                          | Конклав                             | Номинация |
| Премия Европейской киноакадемии | 1999 | Лучший актёр                                                 | Вкус солнечного света               | Победа    |
| Премия Европейской киноакадемии | 2002 | Лучший актёр (выбор зрителей)                                | Паук                                | Номинация |
| Премия Европейской киноакадемии | 2018 | За достижения в мировом кинематографе                        | н/д                                 | Победа    |
| Премия Европейской киноакадемии | 2024 | Лучший актёр                                                 | Конклав                             | Номинация |
| Премия Гильдии киноактёров США  | 1997 | Лучший актёрский состав в игровом кино                       | Английский пациент                  | Номинация |
| Премия Гильдии киноактёров США  | 1997 | Лучшая мужская роль                                          | Английский пациент                  | Номинация |
| Премия Гильдии киноактёров США  | 2009 | Лучшая мужская роль в телефильме или мини-сериале            | Бернард и Дорис                     | Номинация |
| Премия Гильдии киноактёров США  | 2015 | Лучший актёрский состав в игровом кино                       | Отель «Гранд Будапешт»              | Номинация |
| Премия Гильдии киноактёров США  | 2025 | Лучший актёрский состав в игровом кино                       | Конклав                             | Победа    |
| Премия Гильдии киноактёров США  | 2025 | Лучшая мужская роль                                          | Конклав                             | Номинация |
| Спутник                         | 1997 | Лучшая мужская роль в кинофильме                             | Английский пациент                  | Номинация |
| Спутник                         | 2008 | Лучшая мужская роль в мини-сериале или телефильме            | Бернард и Дорис                     | Номинация |
| Сатурн                          | 1996 | Лучший киноактёр                                             | Странные дни                        | Номинация |
| Сатурн                          | 2003 | Лучший киноактёр второго плана                               | Красный дракон                      | Номинация |
| Сатурн                          | 2012 | Лучший киноактёр второго плана                               | Гарри Поттер и Дары Смерти. Часть 2 | Номинация |
| Сатурн                          | 2024 | Лучший киноактёр                                             | Меню                                | Номинация |
| MTV Movie Awards                | 1994 | Лучший прорыв года                                           | Список Шиндлера                     | Номинация |
| MTV Movie Awards                | 2006 | Лучший прорыв кинозлодей                                     | Гарри Поттер и Кубок огня           | Номинация |
| MTV Movie Awards                | 2012 | Лучший бой (совместно с Дэниелом Рэдклиффом)                 | Гарри Поттер и Дары Смерти. Часть 2 | Номинация |
| Золотая малина                  | 1999 | Худшая мужская роль                                          | Мстители                            | Номинация |
| Золотая малина                  | 1999 | Худший актёрский дуэт (совместно с Умой Турман)              | Мстители                            | Номинация |
| Тони                            | 1995 | Лучшая мужская роль в пьесе                                  | Гамлет                              | Победа    |
| Тони                            | 2006 | Лучшая мужская роль в пьесе                                  | Исцелитель верой                    | Номинация |